# 石濑站
石濑站是一个宣杭铁路德杭线上的铁路车站，位于浙江省杭州市余杭区瓶窑镇西安寺村。车站于1972年随杭长线建成通车，2020年12月31日车站及其所在的宣杭老线撤销。
石濑站设有正线1条、到发线1条和货物线1条，站舍总面积1450平方米:227。站内设有一条专用线通往浙江省公路管理局机具材料站杭州沥青库。车站由上海铁路局嘉兴车务段管理，不办理客运业务，仅办理专用线、专用铁路货运作业，到发货品主要以煤炭类、石油类为主。

## 图片
- 车站上行岔区，右侧为专用线岔口
- 站牌
- 站台与站房（上柏镇方向）
- 站场（仓前方向）